# Петровский, Козьма Тимофеевич
Козьма Тимофеевич Петровский (1861 — не ранее 1918) — генерал-майор, герой Первой мировой войны.

## Биография
Козьма Петровский родился 23 декабря 1861 года, происходил из дворян Кутаисской губернии.
Образование получил в Межевых классах при Владикавказской военной прогимназии. 1 сентября 1881 года принят юнкером во 2-е военное Константиновское училище, из которого выпущен по 1-му разряду 12 августа 1883 года подпоручиком в 15-й гренадерский Тифлисский полк. В августе—октябре 1884 года был прикомандирован к сводной сапёрной роте для обучения военно-инженерному делу.
С 25 октября 1887 года прикомандирован к Тифлисскому кадетскому корпусу в качестве офицера-воспитателя. 5 июля 1888 года произведён в поручики со старшинством от 12 августа 1887 года. 25 октября 1887 года утверждён в должности офицера-воспитателя с оставлением в списках Тифлисского полка; 5 декабря 1889 года зачислен в состав корпуса. 1 апреля 1890 года произведён в штабс-капитаны, 5 апреля 1892 года — в капитаны. В августе 1893 года окончил курсы руководителей по различным отраслям физического образования кадетов (гимнастика, ручной труд и первоначальное обучение фехтованию) при Главном управлении военно-учебных заведений, 6 декабря 1897 года произведён в подполковники.
29 апреля 1899 года Петровский был переведён в 80-й пехотный Кабардинский полк и с августа командовал в полку батальоном. В январе—феврале 1900 года временно исполнял должность коменданта Александропольской крепости-склада. 10 ноября 1903 года переведён в 12-й гренадерский Астраханский полк. 17 марта 1905 года произведён в полковники со старшинством от 5 октября 1904 года. В конце 1905 года был командирован в резерв действующих Маньчжурских армий.
23 ноября 1906 года Козьма Тимофеевич Петровский был назначен командиром 242-го Белебеевского резервного батальона, 4 июля 1910 года получил в командование новосформированный 192-й пехотный Рымникский полк.
Во время Первой мировой войны Петровский во главе Рымникского полка участвовал в боях с австро-венграми на Юго-Западном фронте. Отличился во время Галицийской битвы, в сражении на реке Сан и при форсировании Карпат. 13 января 1915 года Петровский был награждён орденом св. Георгия 4-й степени
23 августа 1914 г., лично предводительствуя полком, троекратным штурмом взял сильно укрепленный форт Миколаевской укрепленной позиции.
В этих боях Петровский был ранен, но уже в сентябре 1914 года, до конца не оправившись от ран, вернулся в строй.
30 июня 1916 года он был удостоен ордена св. Георгия 3-й степени
В ночь с 6 на 7 марта 1915 г., командуя отрядом в составе 192-го пехотного Рымникского полка и трех горных орудий 6-й Сибирского артиллерийского дивизиона и находясь под сильным ружейным и артиллерийским огнём, атаковал сильно укрепленную позицию противника на северо-восточном углу высоты Долина-Гора и, несмотря на упорное сопротивление, выбил противника и занял неприятельские окопы на гребне Долина-Гора, отбив в течение 7-го и ночи на 8 марта ожесточенные контратаки противника, подтянувшего подкрепления, а 8-го утром перешел снова в наступление, овладел после упорного штыкового боя сильным редутом, расположенным на отвесных скалах, запиравших долину р. Ондавы, а в боях с 9 по 11 марта, развивая достигнутый успех, выбил противника, несмотря на стремительные контратаки, и занял опорный пункт второй оборонительной линии и линию высот, на которых противник пытался задержаться. В течение боев с 6 по 11 марта полк взял в плен 36 офицеров, 1696 нижних чинов, захватил шесть пулеметов и бомбомет и своими действиями настолько способствовал победоносному успеху дивизии, что без них таковой был бы невозможен.
В бою 23 апреля 1915 года у местечка Дукла Петровский попал в окружение, однако не оставил попыток пробиться вместе с начальником дивизии генералом Л. Г. Корниловым вплоть до 29 апреля 1915 года, когда вынужден был сдаться в плен австро-венграм. 24 мая 1915 года, уже находясь в плену, за боевые отличия был произведён в генерал-майоры (со старшинством от 25 октября 1914 года), но уже 23 июня того же года исключен из списков как без вести пропавший.
В плену Петровский содержался в лагере Нейленгбах в Австрии. Козьма Тимофеевич Петровский вернулся из плена 17 июля 1918 года и сразу вступил на военную службу в РККА, был назначен на должность начальника Смоленских пехотных курсов (в списках РККА за 1923 год уже не значится). Дальнейшая судьба Петровского невыяснена.
Среди прочих наград Петровский имел ордена:
- Орден Святого Станислава 3-й степени (30 августа 1891 года),
- Орден Святой Анны 3-й степени (6 декабря 1895 года),
- Орден Святого Станислава 2-й степени (15 июля 1902 года),
- Орден Святой Анны 2-й степени (17 января 1907 года),
- Орден Святого Владимира 4-й степени (21 февраля 1910 года),
- Орден Святого Владимира 3-й степени (9 марта 1913 года, мечи к этому ордену пожалованы 5 декабря 1914 года),
- Орден Святого Георгия 4-й степени (13 января 1915 года),
- Георгиевское оружие (10 ноября 1915 года),
- Орден Святого Георгия 3-й степени (30 июня 1916 года).

Генерал Корнилов в марте 1915 года дал следующую аттестацию на Петровского: «…Под его командой молодой Рымникский полк заработал себе прочную и славную боевую репутацию… Достоин выдвижения на должность командира пехотной бригады, начальника отдельной стрелковой бригады вне очереди».
Генерал Мартынов, исследуя разгром 48-й пехотной дивизии, весьма нелестно характиризовал действия Петровского: «Командир Рымникского полка Петровский несвоевременно исполнил важное приказание начальника дивизии и даже не позаботился выдвинуть хотя бы небольшую для прикрытия выхода из дефиле».